# Michail Aslanowitsch Pogosjan

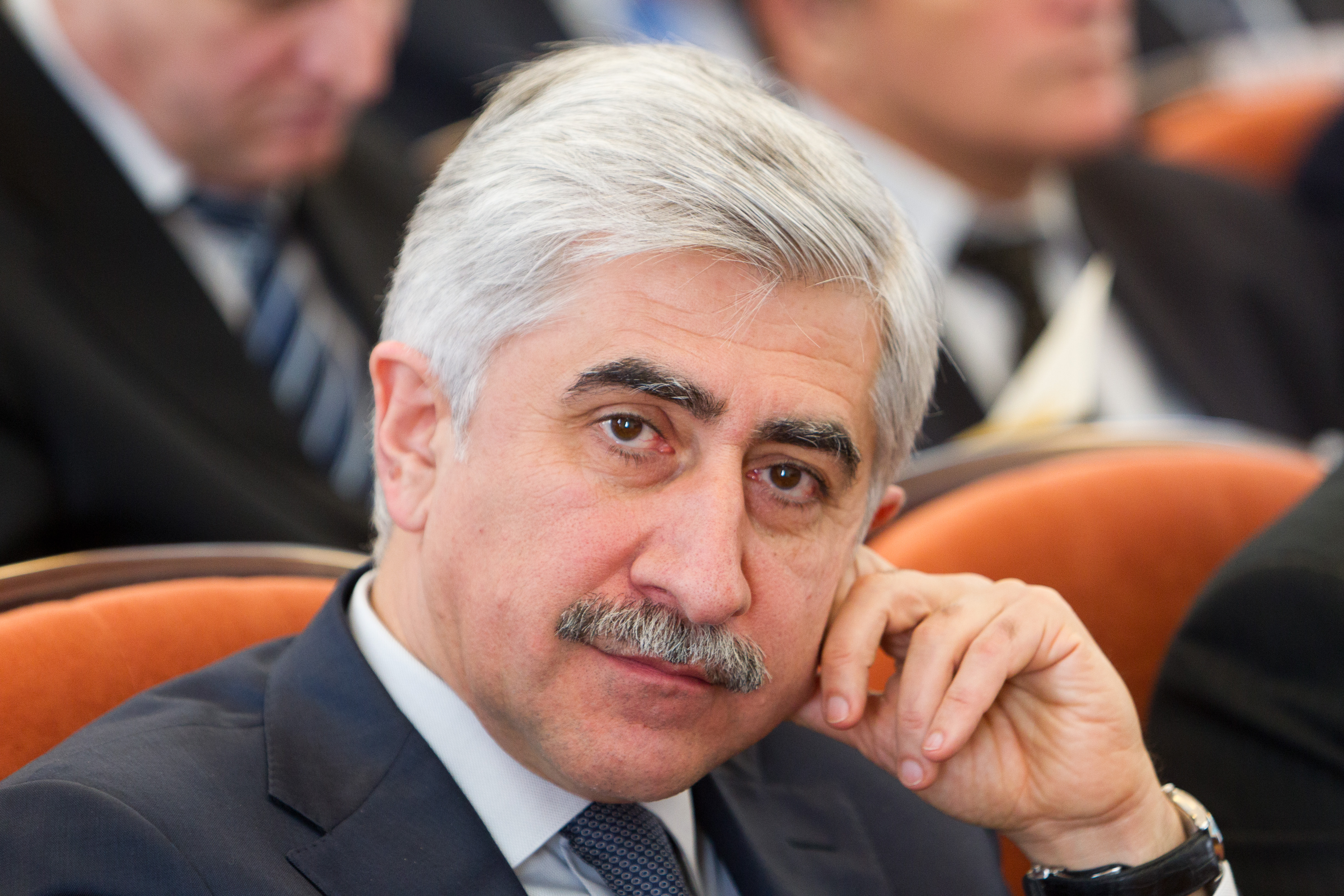
Michail Pogosjan

Michail Aslanowitsch Pogosjan (russisch Михаил Асланович Погосян, * 18. April 1956 in Moskau) ist ein russischer Luftfahrtingenieur armenischer Abstammung. Er war Generaldirektor von Suchoi und der United Aircraft Corporation (OAK) und ist Rektor des Moskauer Luftfahrtinstituts (MAI).

## Karriere
1979 schloss er sein Studium mit Auszeichnung an der Fakultät für Flugzeughersteller des Moskauer Luftfahrtinstituts ab und begann seine Karriere in dem nach Pawel Ossipowitsch Suchoi benannten Konstruktionsbüro. Er begann als Designer und Ingenieur und bekleidete dann die Positionen des ersten stellvertretenden Chefdesigners (1992–1998), des Vorsitzenden des Verwaltungsrates des Konstruktionsbüros (1995–1999) und schließlich des Generaldirektors des Suchoi-Konstruktionsbüros (ab Mai 1999). 2003 wurde er korrespondierendes und 2011 Vollmitglied der Russischen Akademie der Wissenschaften.
Von 2008 bis 2011 war er Generaldirektor von Mikojan-Gurewitsch.
Am 31. Januar 2011 wurde er zum Generaldirektor der United Aircraft Corporation ernannt, bis er im Januar 2015 ersetzt wurde.
Am 16. Juni 2016 wurde er zum Rektor des Moskauer Luftfahrtinstituts ernannt.